# Masha Gessen
Masha Gessen (Moscou, 13 de janeiro de 1967) é uma pessoa de origem russo-americana, que trabalha com jornalismo e tradução e ativista que tem sido uma pessoa abertamente crítica ao presidente da Rússia, Vladimir Putin, e ao ex-presidente dos Estados Unidos, Donald Trump.
Gessen é uma pessoa não binária e trans e usa pronome they singular. Gessen escreveu extensivamente sobre os direitos LGBT. Descrita como "a principal ativista dos direitos LGBT da Rússia", Gessen disse que por muitos anos foi "provavelmente a única pessoa gay assumida publicamente em todo o país". Gessen agora mora em Nova York com sua esposa e filhos.
Gessen escreve principalmente em inglês, mas também em russo. Além de ter autoria de vários livros de não ficção, Gessen tem contribuído de forma prolífica para publicações como The New York Times, The New York Review of Books, The Washington Post, Los Angeles Times, The New Republic, New Statesman, Granta, Slate, Vanity Fair, Harper's Magazine, The New Yorker e US News & World Report. Desde 2017, Gessen trabalha para o The New Yorker.
Gessen trabalhou com a tradução do drama histórico do canal de TV FX, The Americans.

## Infância e educação
Gessen nasceu em uma família judia em Moscou, tendo como pais Alexandre e Yelena Gessen. A avó paterna de Gessen, Ester Goldberg, filha de mãe socialista e pai sionista, nasceu em Białystok, Polônia, em 1923 e emigrou para Moscou em 1940. O pai de Ester, Jakub Goldberg, foi assassinado em 1943. Ruzya Solodovnik, avó materna de Gessen, era uma intelectual nascida na Rússia que trabalhou como censora para o governo stalinista até ser demitida durante um expurgo anti-semita. O avô materno de Gessen, Samuil, era um bolchevique comprometido que morreu durante a Segunda Guerra Mundial, deixando Ruzya para criar Yelena sozinha.
Em 1981, quando Gessen era adolescente, sua família mudou-se para os Estados Unidos através do Programa de Reassentamento de Refugiados dos EUA . Já adulto em 1991, Gessen mudou-se para Moscou, onde trabalhou como jornalista.  Gessen tem cidadania russa e americana.

## Carreira

### Ativismo e jornalismo

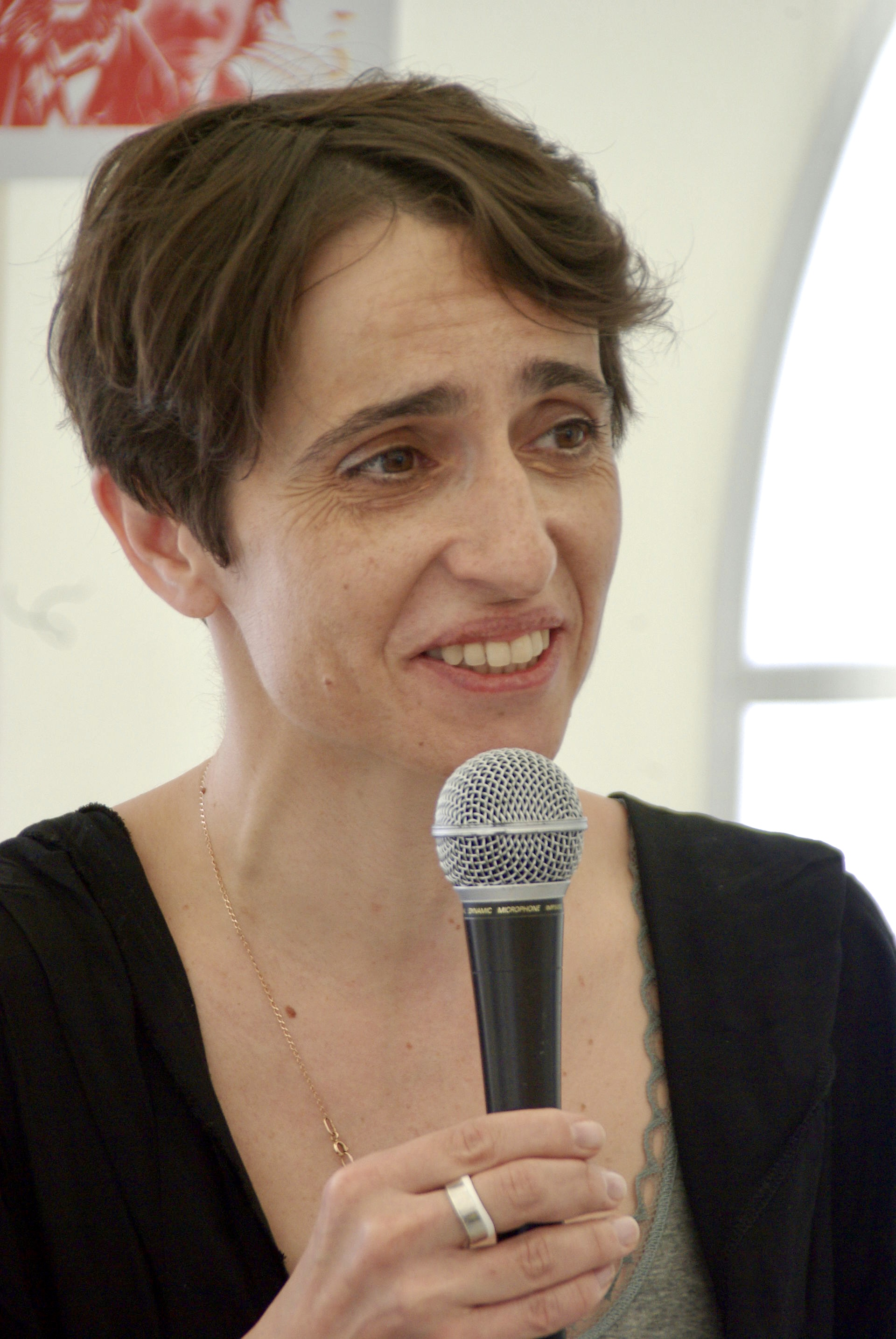
Masha Gessen no Festival Internacional do Livro de Moscou, 2011

Gessen fez parte do conselho de diretores da Triangle, organização de direitos LGBT em Moscou, entre 1993 e 1998.
Em um extenso perfil de Vladimir Putin para a Vanity Fair em outubro de 2008, Gessen relatou que o jovem Putin havia sido "um aspirante a bandido" e que "a evolução retrógrada da Rússia" começou poucos dias após sua posse em 2000.
No Sydney Writer's Festival em 2012, Gessen expressou sua opinião de que a instituição do casamento não deveria existir. Disse: "Lutar pelo casamento gay geralmente envolve mentir sobre o que faremos com o casamento quando chegarmos lá. Porque mentimos que a instituição do casamento não vai mudar, e isso é mentira. A instituição do casamento vai mudar e deve mudar e, novamente, não acho que deveria existir."
Gessen contribuiu com dezenas de comentários sobre a Rússia para o blog "Latitude" do The New York Times entre novembro de 2011 e dezembro de 2013. Entre seus assuntos estavam a proibição da chamada "propaganda homossexual" e outras leis relacionadas; o assédio e espancamento de jornalistas e a desvalorização do rublo.
Em março de 2013, o político Vitaly Milonov promoveu a lei russa contra a adoção estrangeira de crianças russas, dizendo: "Os americanos querem adotar crianças russas e criá-las em famílias pervertidas como a de Masha Gessen."

### Demissão daVokrug Sveta
Gessen recebeu demissão de seu cargo de editor-chefe da revista mais antiga da Rússia, Vokrug sveta, um jornal de ciência popular, em setembro de 2012, depois que se recusou a enviar um repórter para cobrir um evento da Sociedade Geográfica Russa sobre conservação da natureza com o presidente Putin porque Gessen considerou a matéria uma exploração política das preocupações ambientais. Depois que Gessen tweetou sobre a demissão, Putin lhe telefonou e afirmou que estava falando sério sobre seus "esforços de conservação da natureza". A seu convite, Gessen encontrou-se com ele e com o ex-editor de Gessen no Kremlin, e recebeu uma oferta de emprego de volta. Gessen rejeitou a oferta.

### Radio Liberty
Em setembro de 2012, Gessen recebeu a nomeação na diretoria do Serviço Russo para a Radio Liberty, uma emissora financiada pelo governo dos Estados Unidos com sede em Praga. Pouco depois de sua nomeação ser anunciada e alguns dias depois de Gessen se encontrar com Putin, mais de 40 membros da equipe da Radio Liberty foram demitidos. A estação também perdeu sua licença de transmissão russa várias semanas depois que Gessen assumiu. O grau de envolvimento de Gessen em ambos os eventos não é claro, mas causou polêmica.

### Retorno para os EUA
Em dezembro de 2013, mudou-se para Nova York porque as autoridades russas começaram a falar em tirar crianças de pais gays. Em março daquele ano, "o legislador de São Petersburgo [Milonov] que havia se tornado um porta-voz da lei [contra a 'propaganda homossexual' para crianças] começou a mencionar a mim e minha 'família pervertida' em suas entrevistas", e Gessen contatou um advogado de adoção perguntando "se eu tinha motivos para temer que os serviços sociais perseguissem minha família e tentassem remover meu filho mais velho, que adotei em 2000". O advogado disse a Gessen "para instruir seu filho a correr se for abordado por estranhos e concluir: 'A resposta à sua pergunta está no aeroporto.'" Em junho de 2013, Gessen foi vítima de espancamento fora do Parlamento; disse sobre o incidente que percebeu "que em todas as minhas interações, inclusive as profissionais, não (se) sentia mais percebido como jornalista primeiro: agora sou uma pessoa com um triângulo rosa". Afirmou que "um tribunal facilmente decidiria anular a adoção de Vova, e eu nem saberia disso". Dada essa ameaça potencial à família, Gessen "sentiu que nenhum risco era pequeno o suficiente para ser aceitável", disse mais tarde à CBC Radio. "Então, nós apenas tínhamos que sair."
Em uma entrevista de janeiro de 2014 para a ABC News, Gessen disse que a lei russa de propaganda anti-gay "levou a um grande aumento na violência anti-gay, incluindo assassinatos. Isso levou a ataques a boates de gays e lésbicas e festivais de cinema... e como essas leis são aprovadas para proteger as crianças, as pessoas mais visadas ou que mais têm a temer são os pais LGBT."

## Trabalhos selecionados

### O homem sem rosto: a improvável ascensão de Vladimir Putin
Em The Man Without a Face, Gessen oferece um relato da ascensão de Putin ao poder e um resumo da política russa recente. O livro foi publicado em 1 de março de 2012 e foi traduzido para 20 idiomas.
A New York Review of Books descreveu o livro como escrito em "um inglês belamente claro e eloqüente" e afirmou que era "no fundo uma descrição do ambiente da polícia secreta" do qual Putin se originou.  O Guardian chamou o livro de "luminoso"; o Telegraph chamou-o de "corajoso".
A análise do oficial da CIA John Ehrman afirmou: "Como uma biografia, é satisfatória, mas não mais do que isso" e "pouco do que Gessen tem a dizer é novo". Ele descreveu suas imagens como "eficazes como propaganda anti-Putin".

### Os irmãos: o caminho para uma tragédia americana
Publicado em abril de 2015, The Brothers investiga os antecedentes de Dzhokhar e Tamerlan Tsarnaev, os autores do atentado à bomba na Maratona de Boston.